# Abdellah Mesbahi
Abdellah Mesbahi, né 1936 à El Jadida et décédé le 16 septembre 2016, est un cinéaste marocain.

## Biographie
Abdellah Mesbahi fait des études de cinéma à l'École supérieure d'études cinématographiques (ESEC), à Paris, et est stagiaire au Théâtre national populaire (TNP). De retour au Maroc, il se voit confier des fonctions au sein du Ministère de l'Information et au CCM, le centre cinématographique marocain. Deux de ses films, réalisés dans les années 1980, sont inachevés.
Son film sur l'occupation russe en Afghanistan, intitulé Afghanistan pourquoi ?, est censuré en 1984.

## Filmographie
- 1973 : Silence, sens interdit / Sukut al-ittiah al-mamnu
- 1975 : Demain la terre ne changera pas / Ghaganian tatabaddala al-ardh
- 1976 : Feu vert / Al-daw' al-akhdar
- 1979 : Où cachez-vous le soleil ?
- 1983 : Afghanistan pourquoi ?
- 1989 : La Terre du défi / Ardhu-l tahaddy (également connu sous le titre original de 1980 J'écrirai ton nom sur le sable)
- 2010 : Al Qods Bab Al Maghariba
- 1985 : Les hommes ne pleurent pas ( Houssni Lotfy y a tenu un rôle )